# 三条市立図書館

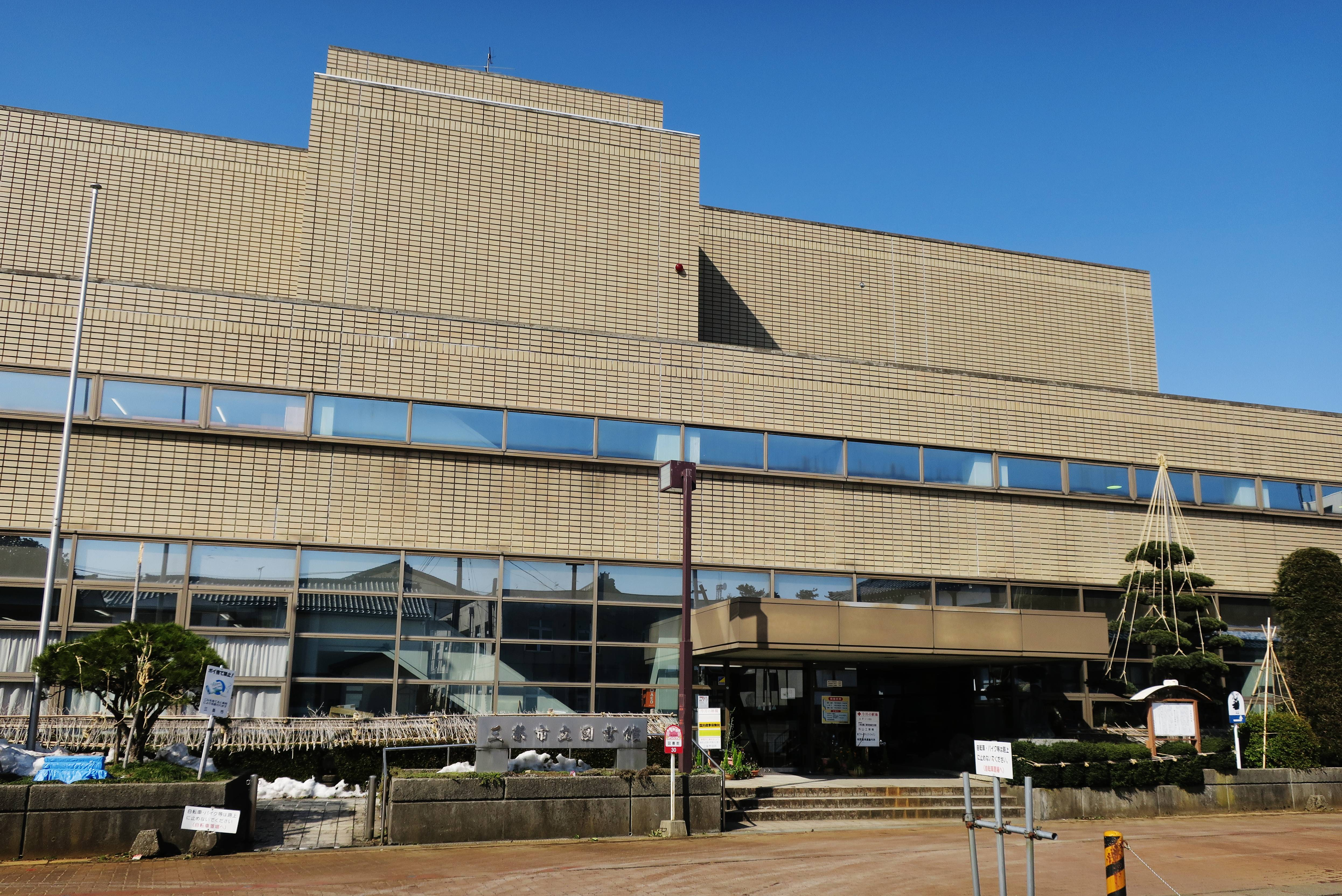
旧本館（2018年3月）

三条市立図書館（さんじょうしりつとしょかん）は、新潟県三条市が図書館法第10条、三条市立図書館条例に基づき設置する公立図書館である。三条市内に3つの常設図書館と2つの分室を有する。

## 沿革
1920年（大正9年）10月、町会の議決を受けて旧三条尋常高等小学校の一室で開館したのが図書館の始まりとされている。旧本館（元町1番6号）は1983年（昭和58年）に開館した。
栄分館では2014年度（平成26年度）より「めざせ! しかけ絵本日本一プロジェクト」が行われていることが特筆される。
なお、2008年（平成20年）4月から指定管理者制度が導入され、三条市歴史民俗産業資料館とともに図書館流通センターが指定管理者として運営していた。2020年4月からはヴィアックスが指定管理者として運営している。
本館は2022年（令和4年）7月24日、後述の図書館等複合施設「まちやま」に新築移転した。移転に伴い、開架は12万冊から15万冊、閉架は15万冊から17万冊に拡大された。移転に合わせて電子図書館のサービスが開始された。

## 各図書館の概要

### 常設図書館
| 図書館名称             | 所在地                                           | 収蔵資料総数 |
| ---------------------- | ------------------------------------------------ | ------------ |
| 三条市立図書館（本館） | 元町11番6号（「まちやま」内）                    | 255,530      |
| 三条市立図書館栄分館   | 大字新堀1311番地（農村環境改善センター内に併設） | 9,836        |
| 三条市立図書館下田分館 | 大字荻堀1144番地1（下田公民館内に併設）          | 7,428        |

### 分室

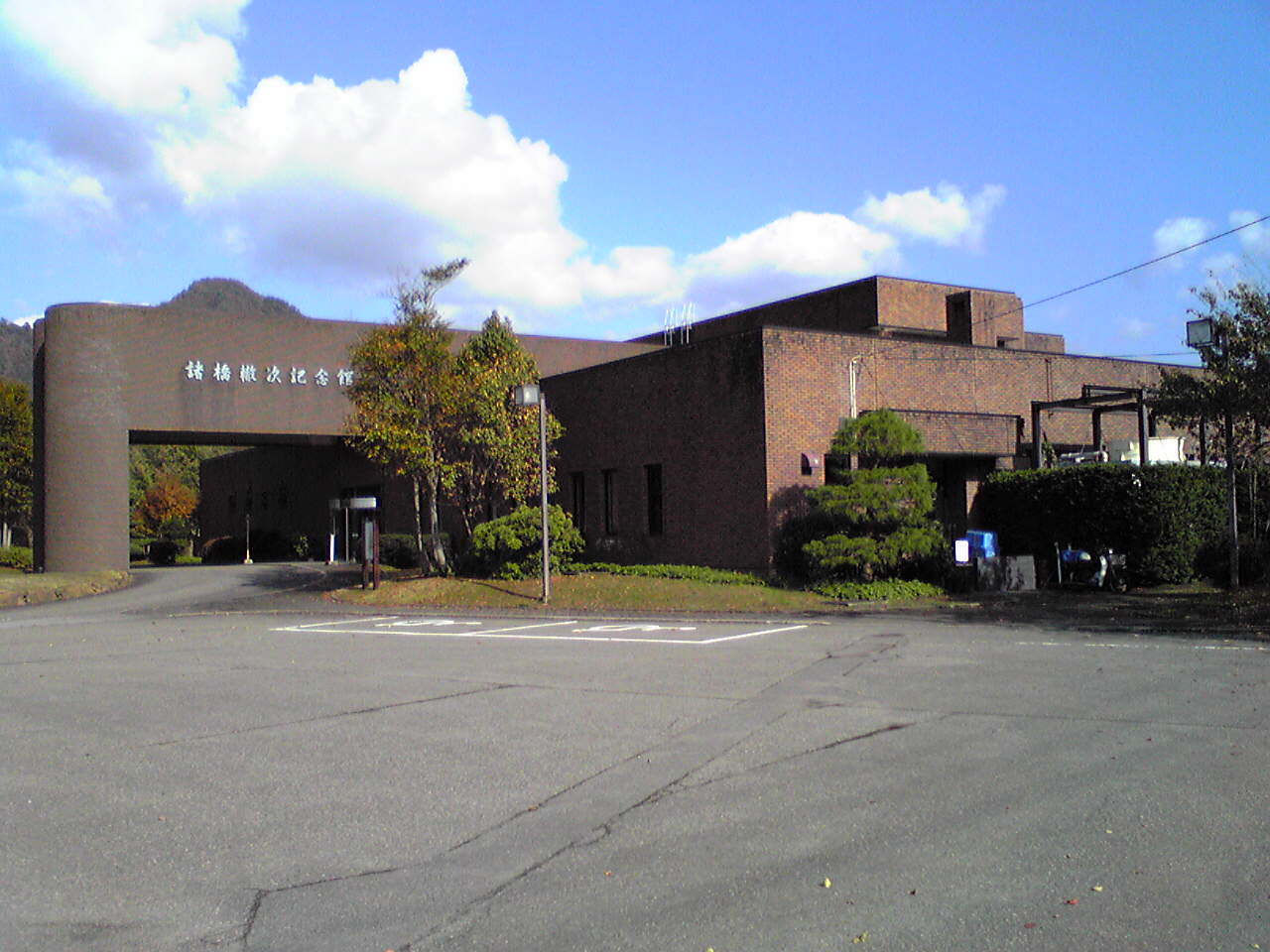
漢学の里分室（諸橋轍次記念館）

| 分室名称       | 所在地                                     |
| -------------- | ------------------------------------------ |
| 嵐南公民館分室 | 南四日町2丁目10番3号（嵐南公民館内に併設） |
| 漢学の里分室   | 大字庭月434番地1（諸橋轍次記念館内に併設） |

### 移動図書館車
「ひまわり号」と名付けられた移動図書館車が、計21の訪問ステーションを2週間1回の頻度で巡回できるような日程で運行されている（12月 - 翌年3月は巡回が中止される）。

## 三条市図書館等複合施設「まちやま」
旧三条小学校跡地に建設された、図書館・鍛冶ミュージアム・科学教育センターの3つの機能を備える複合施設。2022年（令和4年）7月24日オープン。3階建の本館とサイエンスホールが屋根で結ばれる構造となっており、屋根下は広場「通りドマ」となっている。建築家の隈研吾により設計が行われた。むき出しの配管や敢えて見える形にした機械類、鉄板風のカウンターなど「工場」を意識したデザインとなっている。本館にはカフェコーナーが設けられている。
三条信用金庫の寄付を受けて移動式のプラネタリウムも設けられた。また、2階には実験室「サイエンスラボ」も設けられた。
近隣のまちなか広場「ステージえんがわ」や三条鍛冶道場と一体的なエリアとなっている。
「まちやま」の愛称は賞金30万円の公募により決定した。

### 工具などの貸し出し
2023年（令和5年）6月1日より、図書館の利用カードを使って、地元で生産あるいは企画された工具類（鑿〔のみ〕、鉋〔かんな〕、玄翁、理美容用ハサミ、電動ドライバー、包丁など）を貸し出すサービス「まちやま道具箱」を開始した。借りた人に地元産の道具を知ってもらうことや、使ってもらって購入につなげることを目的としている。貸し出す道具は、三条商工会議所の会員企業から提供を受けたもので、貸出道具のメンテナンスも担当する。
図書館が工具などを貸し出すサービスは日本で初めての取り組みである。開始当初に用意された工具類は15点である。貸出期間は1週間である。

## 利用登録
図書館サービスのうち、蔵書資料の貸出や予約などに必要な利用登録は、
- 三条市在住者
- 三条市在勤・在学者
- 燕市・長岡市・見附市・加茂市・田上町・弥彦村・新潟市在住者

に限り行える。利用登録の有効期限は3年である。
三条市在住・在勤・在学者と、それ以外の市外在住者は利用カードの配色が異なり、サービス内容に若干の差異がある（未所蔵資料のリクエスト・電子図書館の利用など）。